# Национальное информационное агентство Узбекистана
Национа́льное информацио́нное аге́нтство Узбекиста́на́ (узб. Oʻzbekiston Milliy axborot agentligi / Ўзбекистон Миллий ахборот агентлиги; англ. Uzbekistan National News Agency), сокр. УзА (узб. OʻzA / ЎзА; англ. UzA) — центральное государственное информационное агентство Узбекистана. Старейшее информационное агентство в Узбекистане и во всей Средней Азии. С августа 2017 года генеральным директором агентства является известный филолог, литературовед и журналист — Абдусаид Кучимов. Главный офис агентства расположен в Ташкенте. Также в регионах и городах Узбекистана имеются корреспонденты агентства.
Осенью 1918 года в Ташкенте открылось отделение РосТА. Спустя несколько лет это отделение было преобразовано в Узбекское телеграфное агентство (УзТАГ) в составе Телеграфного агентства Советского Союза (ТАСС). После распада СССР и обретения независимости Узбекистаном, 5 февраля 1992 года указом президента Республики Узбекистан Ислама Каримова, Информационное агентство Узбекистана было реорганизовано в Национальное информационное агентство Узбекистана.
Официальный сайт и новости агентства доступны на узбекском (версии на латинице и кириллице), русском, английском, арабском, испанском, французском, немецком, китайском и казахском языках.
Национальное информационное агентство Узбекистана является одним из самых авторитетных информационных агентств в Узбекистане, главным источником официальных новостей. По некоторым данным, является крупнейшим информационным агентством в Средней Азии.